# August Sjö
Johan August Sjö (i riksdagen kallad Sjö i Linneryd), född 16 juli 1839 i Linneryds församling, Kronobergs län, död där 17 augusti 1913, var en svensk lantbrukare och riksdagsman.
Sjö var till yrket lantbrukare, blev landstingsman 1871 och var ledamot av Andra kammaren för Konga härad 1876–1887 och 1891–1911 och för länets östra valkrets 1912–1913. Sjö var 1879–1887 samt 1891–1913 medlem av statsutskottet och representerade där ofta den ytterliga sparsamhetsvänligheten. Som yngre väckte han på många håll stark anstöt genom yttranden, som tydde på fosterlandslöshet och försvarsnihilism, men intog sedan en helt annan ståndpunkt, till exempel i försvarsutskottet 1901. Sjö var tullvän, dock med moderation. Emellertid kostade honom hans motstånd mot rågtullen vid majriksdagen 1887 tre års bortovaro från riksdagen. Sjö var medlem av Lantmannapartiets förtroenderåd. Sedan 1904 var han landstingets vice ordförande. I riksdagen skrev han 37 egna motioner i skilda ämnen som bankernas sedelutgifningsrätt, omfördelning av försvars- o skattebördorna, livsmedelstullar och nykterhetspolitiska åtgärder. Några motioner behandlade administrativa problem (utsökning, inteckning i fast egendom m m) medan andra uppmärksammade lokala frågor, exempelvis lån till järnvägen Älmhult—Emmaboda.